# Philippe Gengembre
Philippe-Joachim-Joseph Gengembre (22 març 1764, Houndain, Pas de Calais, França - 19 gener 1838, Indre, Loira Atlàntic, França) fou un químic, col·laborador d'Antoine Lavoisier, i inventor francès, que descobrí el fosfà, {\textstyle {\ce {PH3}}}.
Fill de Jean-Philippe Gengembre, que treballava a les Galeries Reials del Louvre elaborant plànols, i de Marie-Anne Preux, naixé a Houndain on s'hi traslladà amb la seva mare des de París, on residien, per a donar a llum a la seva població d'origen.
Amb la finalitat de reforçar la part teòrica dels estudis realitzats a l'Escola de Pólvora, Lavoisier seleccionà a Gengembre, un exalumne de l'Escola de Pólvora, destre en matemàtiques i destacat en l'Académie des Sciences per la seva memòria del 1783 sobre la fosfina o fosfà que havia descobert escalfant fòsfor en una dissolució de carbonat de potassi. Inicià les classes l'octubre de 1787. En 1786, després de la mort del físic i químic Jean-François Pilâtre des Rozier (1754-1785), l'acadèmic i matemàtic Gaspard Monge (1746-1818), que coneixia al pare, ja que l'Académie des Sciences tenia la seu al Louvre, obtingué per a ell una plaça propera a la seva, com a professor de física, adjunta al Liceu.
Paral·lelament a l'ensenyança, col·laborà en els experiments de Lavoisier sobre la respiració animal, fets en comú amb Pierre-Simon Laplace (1749-1827) amb un conill d'índies, o el de la combustió de l'esperit del vi (etanol), amb Jean Baptiste Meusnier (1754-1793). A títol individual, continuà els seus treballs sobre gasos i va fer estudis matemàtics, els mateixos que presentà en l'Académie des Sciences i a l'Acadèmia de Berlín. El 7 de maig de 1785, completà la seva memòria de 1783 amb una altra sobre la composició del fosfà, {\displaystyle {\ce {PH3}}}, i la del sulfur d'hidrogen, {\displaystyle {\ce {SH2}}}, sobre la qual, passats amb prou feines quatre dies, Louis-Claude Cadet de Gassicourt (1731-1799) i Claude-Louis Berthollet (1748-1822) lliuraren l'informe (11 de maig de 1785), prova manifesta de l'interès amb què els seus treballs van ser rebuts. Gengembre aconseguí igualment, en 1786, l'accèssit de l'Acadèmia de Berlín al concurs sobre l'infinitament petit matemàtic.
Des del 1787 tingué un paper actiu en la societat formada entorn de Lavoisier i Alexandre Vandermonde (1735-1796) que treballava en una col·lecció anomenada Description des Arts et Métiers, publicada per l'Académie des Sciences. S'ocupà posteriorment de la manufactura dels assignats, una espècie de paper moneda creada en 1790. Després es dedicà al comerç internacional i l'octubre de 1790 partí cap als Estats Units amb un carregament de passamaneria, on hi va romandre dos anys i mig intentant comerciar amb pells en l'Alt Mississipi. De retorn a França, el desembre de 1794, obtingué a través de Berthollet, una plaça de mecànic a la Casa de la Moneda, consagrant-se definitivament a la mecànica aplicada-amb excepció d'alguns treballs sobre una pols detonant que realitza al costat d'Auguste Bottée de Toulmon (1810) i amb gas neó (1820). Finalitzà la seva carrera com a director de la fàbrica de construcció de màquines de vapor per a la Marina a Indret, prop de Nantes, on va morir en 1838, no sense abans haver format a desenes de mecànics en aquest sector.